# Springmine
En springmine er en antipersonelmine, som er lavet til at blive brugt i åbne områder. Når den udløses, får en lille roterende ladning selve minen til at springe omkring 1 meter op i luften, hvor den eksploderer og sender en bølge af fragmenter ud i alle retninger. Minetypen blev opfundet af tyskerne og blev benyttet under 2. verdenskrig. Denne mine hed S-minen, og har påvirket mange senere udgaver af springminen. Andre lande som har brugt springminer i krig er bl.a. USA, Sovjetunionen, og Vietnam. Kina og Italien har også fremstillet dem.
Nogle amerikanske miner beregnet til dette formål anvendte en standard 60 mm HE mortergranat med en improviseret lunte, som blev antændt af den roterende ladning. 
Springminer er dyrere at producere end normale AP (antipersonel) miner, og de er uegnede til at blive nedkastet fra fly eller på tilsvarende måde dække et større areal. Fordi de er designet til at blive gravet ned, er de egnede til fjernstyret detonation, men også snubletrådoperationer generelt. Ved fremstillingen af springminerne skal bruges meget stål, hvilket gør dem nemme at opdage med metaldetektorer. Det er dog tit, at man lægger metalfattige miner i samme minefelt, hvilket gør det sværere at rydde feltet bagefter.

## Eksempler
- S-mine, Tyskland, kaldt for Bouncing Betty af de allierede tropper og kaldt "Jumping Jack" af australske og New Zealandske soldater.
- M16 APM, USA, bygget ud fra fundene S-miner.
- OZM, russisk familie af miner (OZM-4, OZM-4 and OZM-72).
- PROM-1, Jugoslavien.
- Valmara 59, Italien.
- Valmara 69, Italien.